# Mouvement brownien fractionnaire
Le mouvement brownien fractionnaire (mBf) a été introduit par Kolmogorov en 1940, comme moyen d'engendrer des "spirales" gaussiennes dans des espaces de Hilbert.
En 1968, Mandelbrot et Van Ness l'ont rendu célèbre en l'introduisant dans des modèles financiers, et en étudiant ses propriétés. 
Le champ des applications du mBf est immense. 
En effet, il sert par exemple à recréer certains paysages naturels, notamment des montagnes, mais également en hydrologie, télécommunications, économie, physique...

## Rudiments mathématiques

### Définition du mBf
Le mouvement brownien fractionnaire d'exposant de Hurst {\displaystyle \alpha \in (0,1),} noté {\displaystyle \{B_{\alpha }(t)\}_{t\in \mathbb {R} },} est l'unique
processus gaussien centré, nul en zéro et continu, dont la covariance est
donnée par :
{\displaystyle \mathbb {E} (B_{\alpha }(s)B_{\alpha }(t))={\frac {C_{\alpha }}{2}}(|s|^{2\alpha }+|t|^{2\alpha }-|s-t|^{2\alpha }),}
où {\displaystyle C_{\alpha }={\rm {{Var}(B_{\alpha }(1))}}} est une constante positive qui ne dépend que de {\displaystyle \alpha }, elle s'appelle indice de Hurst. 
Lorsque {\displaystyle C_{\alpha }=1}, nous obtenons le mBf standard. 
Le mBf est l'une des généralisations les plus naturelles du mouvement brownien. 
En effet, lorsque :
1. {\displaystyle \alpha >1/2}, {\displaystyle B_{\alpha }} est une primitive fractionnaire du mouvement brownien.
2. {\displaystyle \alpha <1/2}, il est une dérivée fractionnaire du mouvement brownien.
3. {\displaystyle B_{1/2}} se réduit à un mouvement brownien.

### Deux représentations équivalentes du mBf

#### Représentation par moyenne mobile, du mBf
Dans les travaux de Mandelbrot et Van Ness (1968), le mouvement brownien fractionnaire est défini, à une constante multiplicative près, par l'intégrale de Wiener suivante :
{\displaystyle B_{\alpha }(t){\mathrel {:=}}\int _{\mathbb {R} }\left[(t-s)_{+}^{\alpha -1/2}-(-s)_{+}^{\alpha -1/2}\right]\mathrm {d} B(s),}
où {\displaystyle x_{+}=\max\{x,0\}} et {\displaystyle dB} est un bruit blanc réel.

#### Représentation harmonisable du mBf
Samorodnitsky et Taqqu (1994) ont montré que le mouvement brownien fractionnaire {\displaystyle B_{\alpha }(s)} peut être représenté par l'intégrale stochastique suivante :
{\displaystyle B_{\alpha }(s):=\int _{\mathbb {R} }{\frac {e^{is\xi }-1}{|\xi |^{\alpha +1/2}}}{\widehat {\rm {dB}}}(\xi ).}
ou bien 
{\displaystyle B_{\alpha }(s):=\int _{\mathbb {R} }{\frac {e^{is\xi }-1}{i\xi |\xi |^{\alpha -1/2}}}{\widehat {\rm {dB}}}(\xi ).}
{\displaystyle {\widehat {\rm {dB}}}}  est la transformée de Fourier, du bruit blanc {\displaystyle {\rm {dB}}} à valeurs réelles : 
pour tout {\displaystyle f\in L^{2}(\mathbb {R} )},
{\displaystyle \int _{\mathbb {R} }f(s){\rm {{dB}(s)=\int _{\mathbb {R} }{\hat {f}}(\xi ){\widehat {\rm {dB}}}(\xi ).}}}

### Propriétés principales du mBf
- Auto-similarité du mBf

Le mBf de paramètre de Hurst {\displaystyle \alpha } est un processus {\displaystyle \alpha }-auto similaire : 
ce qui signifie que
{\displaystyle \forall a>0,\{B_{\alpha }(at)\}_{t\in \mathbb {R} }{\stackrel {loi}{=}}\{a^{\alpha }B_{\alpha }(t)\}_{t\in \mathbb {R} }.}
- A accroissements stationnaires

Le mBf est un processus à accroissements stationnaires : 
c'est-à-dire
{\displaystyle \forall s\in \mathbb {R} ,\lbrace B_{\alpha }(t+s)-B_{\alpha }(s)\rbrace _{t\in \mathbb {R} }{\stackrel {loi}{=}}\lbrace B_{\alpha }(t)-B_{\alpha }(0)\rbrace _{t\in \mathbb {R} }.}
- Longue dépendance

Lorsque {\displaystyle \alpha >1/2}, le mBf possède la propriété de longue dépendance. 
Cette propriété est décrite de la manière suivante :
{\displaystyle \forall j\in \mathbb {Z} ,Z_{\alpha }(j)=B_{\alpha }(j+1)-B_{\alpha }(j);}
ensuite, posons :
{\displaystyle \forall (i,j)\in \mathbb {Z} ^{2},\Gamma (i-j)=\mathbb {E} {\Big \{}Z_{\alpha }(i)Z_{\alpha }(j){\Big \}},}
alors :
{\displaystyle \sum _{p\in \mathbb {Z} }{\Big |}\Gamma (p){\Big |}=+\infty }.
Cela signifie que les valeurs du mBf entre deux temps espacés ont une petite corrélation, mais non négligeable (non sommable!).
- Continuité

Le mBf est un processus admettant des trajectoires continues, nulle part dérivables.

### Régularité höldérienne du mBf
L'objectif de cette section est de donner les éléments qui permettent de connaître plus précisément la régularité du mBf. 
Pour cela, on introduit la quantité suivante :

#### Exposant de Hölder uniforme
Soient {\displaystyle \lbrace Y(t)\rbrace _{t\in \mathbb {R} }}, un processus stochastique possédant des trajectoires continues, nulle part dérivables ; et {\displaystyle [a,b]}, un intervalle compact de {\displaystyle \mathbb {R} .}.
On définit l'exposant de Hölder uniforme de {\displaystyle Y} sur {\displaystyle [a,b],} noté (EHU), 
par
{\displaystyle h_{Y}([a,b])=\sup \left\{h\geq 0:\sup _{x_{1},x_{2}\in [a,b]}{\frac {|Y(x_{1})-Y(x_{2})|}{|x_{1}-x_{2}|^{h}}}<+\infty \right\}.}
Cet exposant vérifie la propriété suivante : sur tout intervalle compact {\displaystyle [a,b]\subset \mathbb {R} }, avec probabilité 1 {\displaystyle 0\leq h_{Y}([a,b])\leq 1.}
Interprétation : 
plus cet exposant, {\displaystyle h_{Y}([a,b])}, est proche de 1, plus le processus est régulier sur le segment {\displaystyle [a,b].}
Dans le cas du mBf, {\displaystyle B_{\alpha },} l'exposant de Hölder uniforme {\displaystyle h_{B_{\alpha }}}, vérifie, avec probabilité 1, pour tout {\displaystyle [a,b]\subset \mathbb {R} },
{\displaystyle h_{B_{\alpha }}([a,b])=\alpha .}
Les graphes suivants montrent que la régularité uniforme du mBf peut être prescrite via son paramètre de Hurst {\displaystyle \alpha }.

### Estimation de l'exposant de Hölder uniforme du mBf
Dans cette section, nous introduisons un estimateur de l'exposant de Hölder uniforme {\displaystyle \alpha } du mBf {\displaystyle B_{\alpha }}, à partir des observations d'une trajectoire discrétisée sur l'intervalle {\displaystyle [0,1]}. Plus précisément, soit {\displaystyle N\in \mathbb {N} }, supposons que nous observons le mBf standard {\displaystyle B_{H}(i/N),i=0,\ldots ,N}.
Idée
Pour un mBf standard, nous avons pour tous {\displaystyle s,t\in \mathbb {R} },
{\displaystyle \mathbb {E} {\Big (}|B_{\alpha }(t)-B_{\alpha }(s)|^{2}{\Big )}=|t-s|^{2\alpha }.}
Il résulte du théorème ergodique, et de la continuité de trajectoire du mBf, que :
{\displaystyle {\frac {\sum _{i=0}^{N-1}{\Big (}B_{\alpha }({\frac {i+1}{N}})-B_{\alpha }({\frac {i}{N}}){\Big )}^{2}}{N^{1-2\alpha }}}{\xrightarrow[{N\rightarrow +\infty }]{p.s.}}1.}
Construction de l'estimateur
Notons par
{\displaystyle V_{N}:=\sum _{i=0}^{N-1}{\Big (}B_{\alpha }({\frac {i+1}{N}})-B_{\alpha }({\frac {i}{N}}){\Big )}^{2},}
alors
{\displaystyle {\hat {\alpha }}_{N}:={\frac {1}{2}}{\Big (}1-{\frac {\log(V_{N})}{\log(N)}}{\Big )}}
est un estimateur fortement consistant de {\displaystyle \alpha } : 
nous avons
{\displaystyle {\hat {\alpha }}_{N}{\xrightarrow[{N\rightarrow +\infty }]{p.s.}}\alpha .}